# Paul Eychart
Paul Eychart est un peintre, dessinateur et historien français né le 9 janvier 1915 à Ségura dans l’Ariège et mort le 14 juin 2005 à Clermont-Ferrand. Il devient membre de la Société préhistorique française en 1960. Durant plus de 20 ans, il fouille en amateur le site des Côtes de Clermont et met au jour de nombreux objets, aujourd'hui conservés au musée Bargoin de Clermont-Ferrand.

## Parcours
Professeur de dessin au lycée Blaise-Pascal et à l’école des Beaux-arts de Clermont-Ferrand, Paul Eychart s’est d’abord consacré à la peinture et au dessin dans les années 1930. Une partie de ses œuvres sont conservées au musée Marcel-Sahut à Volvic. Il obtient en 1938 le prix Deldebat de Gonzalva.
Pendant la Seconde Guerre mondiale, il est fait prisonnier à Pontruet dans l'Aisne puis emprisonné au Stalag III-B près de Guben. Il s'évade pour devenir résistant. Il adhère au Parti communiste en 1945 et en reste membre jusqu'en 1981.
Après la guerre, il s’intéresse à l’archéologie. Il fait des études d’histoire et de latin, afin de traduire lui-même les textes de César. Il obtient un doctorat d’histoire, mention archéologie, à la Sorbonne en 1967. Influencé par le conservateur du musée de Clermont-Ferrand, le peintre Maurice Busset, qui affirme, le premier, en 1933, que le site de Chanturgue est la véritable localisation de la bataille de Gergovie, il mène, dès 1952, des fouilles sur le site des Côtes de Clermont, où il révèle, entre autres, les vestiges d’un oppidum et d'un temple gaulois. Sa vie est  ensuite essentiellement consacrée à ce combat pour la reconnaissance de ce lieu en tant que véritable site de la bataille de Gergovie.
Cette thèse, contestée par les archéologues, parmi lesquels Vincent Guichard ou Christian Goudineau, a été défendue dans les années 1930 par Auguste Audollent et Pierre de Nolhac.[source insuffisante]
De 1962 à 2004, Paul Eychart a écrit sept livres sur ce sujet. En 1990, il crée une association, l’ASCOT (Association pour la sauvegarde des Côtes-de-Clermont-Chanturgue), afin de préserver le site des Côtes de Chanturgue menacé par l’exploitation d’une carrière ce qui entraîne le classement de l'ensemble de oppidum des Côtes à l'inventaire supplémentaire des Monuments historiques  en 1986. La carrière a finalement fermé en 2004.

### Famille
Son fils, Pierre Eychart, né le 10 mars 1943 et mort le 25 novembre 2013, fut un peintre prolifique.

## Publications
- L'Oppidum des côtes, Augustonemetum, Gergovie, volume 1 de Auvergne de tous les temps, coll. « Auvergne de tous les temps », Éditions Volcans, 1961
- « Découverte de vestiges néolithiques et des traces d'un habitat d'Hallstatt et de La Tène à Clermont-Ferrand dans le quartier des Lycées », Revue archéologique du Centre de la France, 1964, volume 3, numéro 3-1, p. 19-38
- « Découverte d'un oppidum protohistorique à Liozon (commune d'Olloix, P.-de-D.) », Revue archéologique du Centre de la France, 1967, volume 6, numéro 1, p. 62-68
- « Découverte d'un habitat celtique et gallo-romain rue Descartes à Chamalières (P.-de-D.) », Revue archéologique du Centre de la France, 1968, volume 7, numéro 1, p. 47-51
- Préhistoire et origines de Clermont, Éditions Volcans, collection « Auvergne de tous les temps », 1969
- Gergovie, légende et réalité : Dessins de l'auteur. Étude critique et recherche du lieu de la bataille, volume 8 de Auvergne de tous les temps, coll. « Auvergne de tous les temps », Éditions Volcans, 1969
- Chanturgue, camp de César devant Gergovie, volume 10 de Auvergne de tous les temps, coll. « Auvergne de tous les temps », Éditions Volcans, 1975
- La destruction d'un site majeur: Gergovie, Éditions Watel, 1994
- La Bataille de Gergovie, printemps 52 av. J.-C. les faits archéologiques, les sites, le faux historique, Éditions Creer, collection « Histoire », 2001  (ISBN 2902894422)
- César est entré dans Gergovie, Éditions Beauvoir, 2003  (ISBN 9782914356237)
- De Valmy à Jaude,  un sans-culotte, souvenirs et réflexions, Sté ACORT Europe sur presse numérique, www.cogetefi.com. 2006

## Hommages

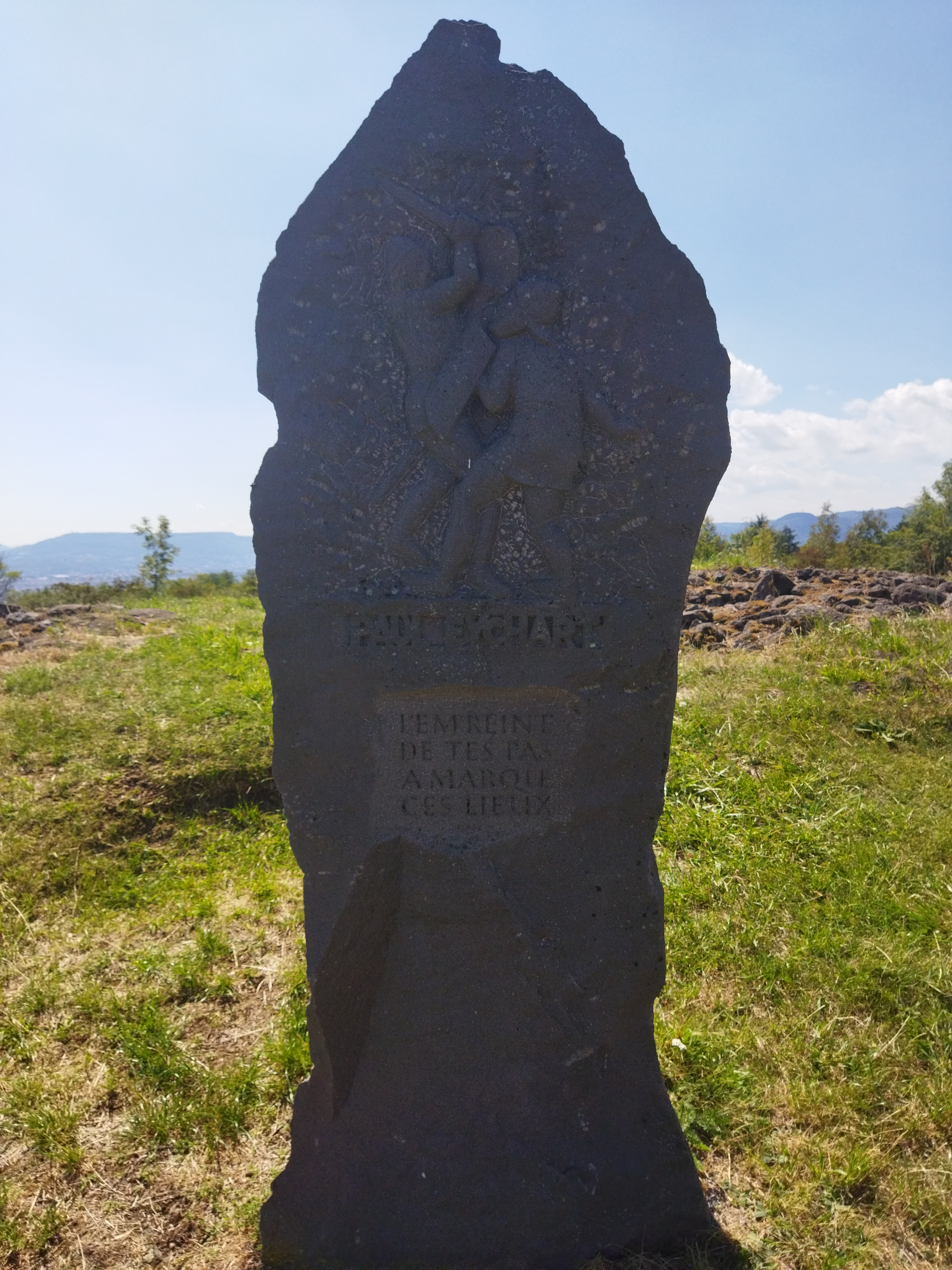
Stèle Paul Eychart sur les côtes de Clermont.

- Sur l'oppidum des côtes, une stèle en pierre de Volvic dédiée à sa mémoire, sculptée par Yves Connier et inaugurée le 24 juin 2006 se dresse près de l'emplacement du temple gallo-romain.
- Le conseil municipal de Clermont-Ferrand a attribué son nom à une place.

## Expositions
- 2002 : « Victor Hugo et les artistes contemporains »[10], galerie municipale d'art contemporain de Chamalières Avec Vincent Batbedat, Ljuba, Pierre Passani, Yves Doaré, Jacques Le Maréchal, Alfredo Echazarreta, Francis Mockel, Michel Random, Gérard Trignac, Alain Margotton, Vladimir Veličković, Hélène Csech, Philippe Mohlitz.